# Мошков, Михаил Фёдорович
Михаил Фёдорович Мошков (1903 — 1983) — советский хозяйственный, государственный и политический деятель, Герой Социалистического Труда.

## Биография
Родился в 1903 году в селе Ракиты. Член КПСС.
С 1920 года — на хозяйственной, общественной и политической работе. В 1920—1959 гг. — разнорабочий трудовой коммуны «Новый свет» Волчихинского района, председатель Новосветского сельсовета, председатель Ракитского сельсовета, директор Степно-Михайловской МТС Михайловского района Алтайского края.
Указом Президиума Верховного Совета СССР от 4 марта 1948 года присвоено звание Героя Социалистического Труда с вручением ордена Ленина и золотой медали «Серп и Молот».
Делегат XX съезда КПСС.
Умер в 1983 году.